# Ignasi Guardans Cambó
Ignasi Guardans Cambó este un om politic spaniol, membru al Parlamentului European în perioada 2004-2009 din partea Spaniei.
1. ↑   https://www.eltriangle.eu/ca/actualitat/exclusiva/els-germans-guardans-cambo-es-rebel-len-contra-convergencia_26136_102.html, accesat în 25 iunie 2019 Lipsește sau este vid: |title= (ajutor)
2. ↑  Deputații în Parlamentul European
3. ↑   http://www.congreso.es/portal/page/portal/Congreso/Congreso/Diputados/BusqForm?_piref73_1333155_73_1333154_1333154.next_page=/wc/fichaDiputado?idDiputado=278&idLegislatura=6, accesat în 23 noiembrie 2017 Lipsește sau este vid: |title= (ajutor)
4. ↑  pace.coe.int